# Martyr (česká hudební skupina)
Martyr je název hudebního projektu, který v roce 1999 realizovali členové deathmetalových kapel Krabathor a Master.

## Historie
Kytarista a zpěvák Petr "Christopher" Kryštof a bubeník Libor "Skull" Lebánek (oba Krabathor) se během společného turné na jaře 1999 seznámili s americkým baskytaristou Paulem Speckmannem z Master a dohodli se na budoucí spolupráci. V listopadu téhož roku natočili ve studiu Shaark desetiskladbovou desku Murder X: The End Of The Game. Ta vyšla v roce 2000 u německé firmy Shock System. Speckmann se poté přestěhoval do Uherského Hradiště a stal se členem Krabathoru, s nímž natočil dvě desky. Martyr byl zamýšlen pouze jako studiový projekt bez živých vystoupení.

## Sestava
- Petr Kryštof (alias Christopher) - kytary, zpěv
- Paul Speckmann - baskytara, zpěv
- Libor Lebánek (alias Skull) - bicí

## Diskografie
- Murder X: The End Of The Game (CD, 2000)